# Marlène Farrugia
Pour les articles homonymes, voir Farrugia.
Marlène Farrugia est une ancienne joueuse française de football née le 26 janvier 1960 à L'Arba évoluant au poste d'attaquante.

## Biographie
Marlène Farrugia évolue de 1975 à 1981 à l'Olympique de Marseille. En mai 1976, elle dispute son premier match en équipe de France face à la Belgique (défaite 1-0). Elle marque son premier but international le 16 avril 1977 face à la Suisse (victoire 2-1).
Elle part en juin 1981 pour l'ASM Cannes où elle joue deux ans. Elle évolue ensuite à l'OS Monaco de 1985 à 1992, puis à l'Étoile de Menton de 1992 à 1993 avant de rejoindre un club de Nice en 1993.
Elle termine sa carrière en club à Menton en 2010 tandis que sa quatorzième et dernière sélection en équipe de France a lieu en 1983.

## Buts internationaux
|    | Date            | Lieu                | Adversaire     | Résultat | Compétition              |
| -- | --------------- | ------------------- | -------------- | -------- | ------------------------ |
| 1. | 16 avril 1977   | Buochs, Suisse      | Suisse         | 1-2      | Amical                   |
| 2. | 24 février 1979 | Pauillac, France    | Pays de Galles | 6-0      | Amical                   |
| 3. | 18 juillet 1979 | Rimini, Italie      | Danemark       | 1-3      | Euro 1979 (non officiel) |
| 4. | 28 juillet 1980 | Skellefteå, Suède   | Suède          | 2-2      | Amical                   |
| 5. | 27 mars 1982    | Eindhoven, Pays-Bas | Pays-Bas       | 1-2      | Amical                   |